# Gradual Civilization Act
Der Act to Encourage the Gradual Civilization of Indian Tribes in this Province, and to Amend the Laws Relating to Indians (Gesetz zur Ermutigung der stufenweisen Zivilisierung indianischer Stämme in dieser Provinz und zur Verbesserung der Rechtsbeziehung zu Indianern), bekannt als Gradual Civilization Act (Gesetz zur stufenweisen Zivilisierung), war ein vom Parlament der Provinz Kanada 1857 beschlossenes Gesetz.
Das Gesetz führte das Gesetz zum Schutz der Indianer in Ober-Kanada (Act for the Protection of the Indians in Upper Canada) fort, das 1839 beschlossen worden war. Doch forderte es darüber hinaus, dass jeder registrierte Indianer aus diesem Status entlassen werden konnte, wenn er bestimmte Bedingungen erfüllte. Zunächst musste er mindestens 21 Jahre alt sein, die englische oder französische Sprache sprechen, lesen und schreiben, sowie eine Grundbildung vorweisen können. Außerdem musste er schuldenfrei und von gutem moralischem Charakter sein. Andererseits würde ein solcher befreiter (enfranchised) Indianer nicht mehr die legalen Rechte und Gewohnheiten von Indianern besitzen, ja, er würde nicht einmal mehr für einen Indianer zu halten sein, sondern ein britischer Untertan sein.
Zwar genügte in der Praxis die moralische Anforderung in Verbindung mit den sprachlichen Fähigkeiten, auch wenn sie beschränkt waren, solange er eine der geforderten Sprachen mündlich beherrschte. Außerdem sah man eine dreijährige Probezeit vor. Nüchterne und fleißige Lebensführung, Schuldenfreiheit und hinreichende Intelligenz, ein selbstständiges Leben zu führen, genügten.
Außerdem sollten Antragsteller einen Familiennamen wählen, der vom zuständigen Indianerkommissar genehmigt werden musste. Die Nachkommen waren ebenfalls befreit, waren nicht mehr Mitglieder ihres ehemaligen Stammes, es sei denn, sie heirateten wieder in einen Stamm ein.
Außerdem erhielt der Antragsteller bei Erfolg ein Stück Land (bis maximal 50 Acre), das allerdings aus dem für seinen ehemaligen Stamm bestimmten Land herausgenommen wurde. Dabei war er gleichsam nur Besitzer, denn erst seine Kinder wurden Eigentümer des Landes. So konnte er es auch nicht verkaufen oder tauschen.  Dazu kam ein bestimmter Geldbetrag. 
Mit der Annahme verloren sie formal alle Rechte eines registrierten Indianers (Status-Indianer) auf Zuwendungen und Partizipation. Starb ein Paar ohne Kinder, so sollte das Land spätestens mit dem Tod des letzten Überlebenden an die Krone zurückfallen. Zwar durfte ein Antrag auf enfranchisement nur freiwillig gestellt werden, doch wurden Frauen und Kinder nicht gefragt.
Wer sich fälschlicherweise als befreiter Indianer ausgab, musste mit sechs Monaten Gefängnis rechnen.
Das Gesetz war ein gewaltiger Fehlschlag, denn bis zum Erlass des Indian Act von 1876 ließ sich nur ein einziger Indianer „befreien“. Er hieß Elias Hill. 
Doch hatte das Gesetz insofern fatale Folgen, als der Ansatz, von Nation zu Nation zu handeln und dementsprechend nur vertragliche Regelungen zu akzeptieren, damit aufgegeben wurde. Misstrauen und Ablehnung verstärkten sich, die Stämme protestierten gegen das Gesetz.
Erstmals entschieden nicht mehr die Stämme oder ihre Mitglieder, wer ein Indianer war, sondern ein britisches Gesetz. Auch konnten nun ohne formale Zustimmung der Stämme Reservate verkleinert werden. Zudem wurden Frauen weder bei der Befreiung noch bei der Frage des Wiedereintritts in einen Stamm gefragt. 
Im Rückblick erscheint es dem Department of Indian Affairs and Northern Development als „the beginning of a psychological assault on Indian identity that would be escalated by the later Indian Act prohibitions on other cultural practices“, also der Beginn eines psychologischen Angriffs auf indianische Identität, der durch die Verbote des späteren Indianergesetzes noch gesteigert werden sollte.